# Степнова Марина Львівна
Мари́на Льві́вна Степно́ва (до шлюбу Ровнер; нар. 2 вересня 1971, Єфремов, Тульська область) — російська поетеса і прозаїк, редакторка, перекладачка, сценаристка.

## Біографія
Народилася в місті Єфремов Тульської області в сім'ї військовослужбовця і лікаря. У 1981 році родина оселилася в Кишиневі, де у 1988 році закінчила середню школу № 56. Перші три курси навчалася на філологічному факультеті Кишинівського університету, потім перевелася на факультет перекладу Літературного інституту імені Горького в Москві (випуск 1994 року). В аспірантурі Інституту світової літератури імені М. Горького вивчала творчість О. Сумарокова, літературознавча стаття «Масонські мотиви в перекладаннях псалмів О.П. Сумарокова» була опублікована в книзі «Масонство и русская литература XVIII — начала XIX в.» (2000).
Працювала головною редакторкою в спеціалізованому журналі з безпеки «Телохранитель». З 1997 по 2014 рік — шеф-редакторка журналу «XXL».
Володіє румунською та англійською мовами. Мешкає у Москві.

## Родина
- Брат — В'ячеслав Львович Ровнер (нар. 1964), головний редактор «XXL».
- Першим шлюбом була одружена з письменником Арсенієм Конецьким (нар. 1968, тоді також студентом Літінституту), деякий час публікувалася під прізвищем М. Конецька.[3]

## Твори
Публікуватися почала як поетеса ще в Кишиневі, потім під час навчання в Літературному інституті — в «Літературних новинах», «Книжковому огляді», журналі «Жовтень» (як під власним ім'ям Марина Ровнер, так і під псевдонімом Конецька). Прозу почала публікувати в 2000 році.
Оповідання публікувалися в літературних журналах «Наша улица», «Новый мир», «Звезда», а також у журналах «Сноб» і «Esquire». В 2005 році вийшов перший роман М. Степново] — «Хірург», в 2011 році — другий роман «Жінки Лазаря». Третій роман «Безбожний провулок» вийшов у 2014 році.
Переклала з румунської мови п'єсу Михаїла Себастіана «Безіменна зірка» (1942). У перекладі Марини Степнової п'єса неодноразово ставилася в театрах Росії і України.

## Премії
Роман «Хірург» увійшов у довгий список премії «Національний бестселер» у 2005 році, роман «Жінки Лазаря» отримав третю премію «Велика книга». Також роман «Жінки Лазаря» входив до шорт-листів премій «Російський Букер», «Національний бестселер» і «Ясна Поляна» в 2012 році.

## Обрана критика
- Александра Гуськова Искушение частностью (О книге Марины Степновой «Женщины Лазаря») // Новый мир. — 2013. — № 3.
- Валерия Пустовая Чувство мимимического (О книге Марины Степновой «Женщины Лазаря») // Вопросы литературы. — 2013. — № 5.
- Станислав Секретов Женщины Огарева (О книге Марины Степновой «Безбожный переулок») // Знамя. — 2015. — № 3.
- Станислав Секретов Будет больно! (О книге Марины Степновой «Где-то под Гроссето») // Урал. — 2016. — № 8.
- Александр Евсюков Галерея поломанных манекенов (О книге Марины Степновой «Где-то под Гроссето») // Литературная газета. — 2016. — № 9.